# نهر روتسيرو
نهر روتسيرو أو كما يُطلق عليه نهر كوكو يقع في مقاطعة روتسيرو في غرب رواندا ويصب النهر في بحيرة كيفو.
وهو أحد الأنهار الضحلة الرئيسية في غرب رواندا ويصب في بحيرة كيفو وهو الرافد الثاني لنهر سيبيا.
وخلال الحقبة الإستعمارية تم تحديد النهر كحدود دولية بين كيبي ومحافظات جيسيني.
والمستوطنات في مدن جاسيزا وموروندا قريبين من نقطة تلاقي نهري كوكو ورويشة.